# VándorMások
A VándorMások az egyik legrégebbi melegcsoport Magyarországon; 1991. december 26. óta szervez LMBTQ-barát gyalogtúrákat a Budapestről könnyebben megközelíthető hegyvidékekre.

## Jellemzői
Vezetője és szervezője a kezdetektől fogva „Gazsi”. Egynapos, sportértékű túráira havonta kerül sor – egy tavaszi hónap kivételével, amikorra többnapos gyalogtúrát szervez –, rendszerint 20-30 fő részvételével. Az útvonal 1992 júniusa óta egy négyévente ismétlődő program szerint alakul, ahol az egyes túrák összefüggő utat járnak be: kiindulópontjuk egybeesik az előző végpontjával. A négyéves ciklus kiindulópontja a pilisborosjenői téglagyár, végpontja pedig Budaörs. A túrák nehézségi foka eltérő: a legrövidebb 9,5 km-es, a leghosszabb 24,5 km-es; időnként rövidítési lehetőség is adódik. A legkisebb szintkülönbség 190 m, a legnagyobb pedig 1040 m. A nyári túrák víz mellé szerveződnek, hogy lehetőséget adjanak a strandolásra, a decemberi túra pedig karácsony másnapjára esik, és születésnapi buli követi.
A friss túrákról az interneten, valamint a Mások és a Labrisz újságban lehet tájékozódni, továbbá olykor más, általános lapokban is előfordul hirdetésük (például a Magyar Narancsban). Az útvonalon és a találkozó helyén, időpontján kívül rendszerint több hónapra előre tájékozódni lehet a várható költségekről, a becélzott távról és szintkülönbségről, valamint az érkezés tervezett időpontjáról.
A kirándulócsoportot másfél évtizedes múltja során egyszer érte atrocitás (ökölcsapás) a résztvevők (valószínűsített) melegsége miatt, 2000 áprilisában – feltehetőleg egy februári cikk nyomán, amelyhez egyébként a túra egyik résztvevőjének sem volt köze. A következő túrára rekordszámban jöttek el, és szerencsére nem bukkant fel újabb fenyegetés a láthatáron.

## Külső hivatkozások
- VándorMások
- A VándorMások korábbi, bővebb honlapja (archivált változat)
- Az aktuális és az elkövetkező túrák ismertetője az AtlaszSport honlapján